# Hnilec
Hnilec é um município da Eslováquia, situado no distrito de Spišská Nová Ves, na região de Košice. Tem 27,08 km² de área e sua população em 2018 foi estimada em 406 habitantes.

## Demografia
| Ano:        | 1994 | 2004    | 2014    | 2024   |
| ----------- | ---- | ------- | ------- | ------ |
| Broj ljudi: | 568  | 508     | 438     | 411    |
| Razlika:    |      | -10,56% | -13,77% | -6,16% |

| Ano:               | 2023 | 2024   |
| ------------------ | ---- | ------ |
| Número de pessoas: | 407  | 411    |
| Diferença:         |      | +0,98% |